# Ricardo Lunari
Ricardo Gabriel Lunari Del Federico (* 6. Februar 1970 in San José de la Esquina, Provinz Santa Fe) ist ein ehemaliger argentinischer Fußballspieler und heutiger -trainer. Der Stürmer gewann in Argentinien, Chile und Bolivien mit seinen Teams insgesamt vier Meisterschaften und stand zweimal im Finale der Copa Libertadores.

## Karriere

### Vereinskarriere
Ricardo Lunari begann in der Jugend der Newell’s Old Boys. Unter Trainer Marcelo Bielsa kam er dann 1991 zu den Profis, mit denen er 1991 und 1992 argentinischer Meister wurde und bei der Copa Libertadores 1992 das Finale erreichte. 1993 wechselte Lunari in die chilenische Primera División zu CD Universidad Católica und kam mit dem Klub ebenfalls ins Finale der Copa Libertadores 1993. Nach Stationen in Mexiko und Kolumbien kehrte er zum Universitätsklub zurück. Ab 1998 spielte Lunari in Europa bei UD Salamanca und SC Farense. 2000 kehrte er nach Argentinien zurück und spielte für den Club Almagro sowie anschließend in Bolivien für Oriente Petrolero und in Venezuela für Estudiantes de Mérida. Bei Guspini Calcio in Italien beendete Lunari 2005 schließlich seine Spielerkarriere.

### Trainerkarriere
Nach seiner aktiven Spielerkarriere begann Ricardo Lunari seine Tätigkeit als Trainer bei CD Guabirá. Danach arbeitete er erst bei verschiedenen Vereinen in Argentinien und Mexiko als Co-Trainer, später als Cheftrainer, unter anderem für seinen Jugendklub Newell’s Old Boys.

## Erfolge
Newell’s Old Boys
- Argentinischer Meister (2): 1991, 1992

CD Universidad Católica
- Chilenischer Meister: Apertura 1997

Oriente Petrolero
- Bolivianischer Meister: 2001